# Wendy Kaplan
Wendy Kaplan (Wendy Foxworth) est une actrice américaine née le 19 février 1966.

## Filmographie

### Cinéma
- 1989 : Halloween 5 : La Revanche de Michael Myers : Tina Williams
- 2005 : Blood Deep : La mère de Katie
- 2011 : The Mischievous Case of Cordelia Botkin : Ida Deane
- 2017 : The Labyrinth : La mère de Sam

### Télévision
- 1984 : Another World (série télévisée) (1 épisode) : Gloria
- 1987 : Mes deux papas (série télévisée) (1 épisode) : Karen Spielhaus
- 1988 : Police Story: Monster Manor (Téléfilm) : Laurie Lee
- 1989 : Live-In (série télévisée) (1 épisode)
- 1989 : Alien Nation (série télévisée) (1 épisode) : Beth Meadows
- 1990 : Summer Dreams: The Story of the Beach Boys (Téléfilm) : Marilyn Wilson
- 1994- 1995 : Haine et passion (série télévisée) (5 épisodes) : Eleni Andros Spaulding Cooper